# Rodrigo Echeverría
Rodrigo Eduardo Echeverría Sáez (ur. 17 kwietnia 1995 w Santiago) – chilijski piłkarz występujący na pozycji defensywnego pomocnika lub środkowego obrońcy, reprezentant Chile, od 2025 roku zawodnik meksykańskiego Leónu.